# Krzysztof Juniec
 Krzysztof Juniec (ur. 11 grudnia 1949 w Ostródzie) – generał dywizji Wojska Polskiego w stanie spoczynku, były szef Generalnego Zarządu Logistyki Sztabu Generalnego WP.

## Życiorys
Krzysztof Juniec urodził się 11 grudnia 1949 w Ostródzie. We wrześniu 1968 rozpoczął studia w Wyższej Oficerskiej Szkole Samochodowej w Pile. W 1972 promowany na podporucznika. W tym samym roku objął stanowisko dowódcy plutonu szkolnego w 6 szkolnym pułku samochodowym w Ostródzie. W latach 1976–1977 pełnił służbę w Polskim Kontyngencie Wojskowym Sił ONZ w Egipcie podczas VII zmiany. W 1978 wyznaczono go na stanowisko dowódcy kompanii w 6 szps. W stopniu kapitana został skierowany na studia w Akademii Sztabu Generalnego WP w Rembertowie, które ukończył z wyróżnieniem Ministra Obrony Narodowej. W okresie 1981–1986 był na stanowisku szefa służb technicznych – zastępcy dowódcy 1 pułku zmechanizowanego w Wesołej.
W 1986 został przeniesiony do Lublina, gdzie do 1988 był szefem służb technicznych 3 Dywizji Zmechanizowanej. W 1989 ukończył Podyplomowe Studia Operacyjno-Strategiczne w Akademii Sztabu Generalnego WP. W 1990 powierzono mu stanowisko szefa służb technicznych – zastępcy dowódcy 1 Dywizji Zmechanizowanej w Legionowie. Kierowany przez niego pion dwukrotnie był najlepszym w Warszawskim Okręgu Wojskowym. W tym samym roku, po awansie na pułkownika został skierowany do Dowództwa WOW, gdzie był przez osiem lat, pełnił funkcję szefa oddziału eksploatacji, a następnie od 1991 do 1992 szefa sztabu – zastępcy szefa Służb Technicznych. W okresie 1992–1993 szef Służb Technicznych – zastępca dowódcy WOW, a od 1993 do 1995 szef Logistyki WOW.
11 listopada 1995 Prezydent RP Lech Wałęsa mianował go na stopień generała brygady. Od stycznia 1999 był komendantem Rejonu Logistycznego Warszawa, następnie w tym samym roku został wyznaczony na stanowisko szefa Zarządu Materiałowo-Technicznego w Generalnym Zarządzie Logistyki Sztabu Generalnego WP. W lipcu 2000 został wyznaczony na stanowisko szefa Logistyki Wojsk Lądowych. Był współautorem programu technicznego modernizacji Wojsk Lądowych oraz nowego modelu logistyki tego rodzaju sił zbrojnych. 15 sierpnia 2003 Prezydent RP Aleksander Kwaśniewski wręczył mu nominację na stopień generała dywizji. Do 2007 był szefem Generalnego Zarządu Logistyki Sztabu Generalnego WP. 22 stycznia 2008 w związku z zakończeniem zawodowej służby wojskowej został pożegnany przez ministra obrony narodowej Bogdana Klicha oraz szefa Sztabu Generalnego Wojska Polskiego gen. Franciszka Gągora.

## Awanse[1]
- podporucznik – 1972
- porucznik – 1975
- kapitan – 1978
- major – 1982
- podpułkownik – 1986
- pułkownik – 1990
- generał brygady – 1995
- generał dywizji – 2003[5]

## Ordery, odznaczenia i wyróżnienia
- Krzyż Oficerski Orderu Odrodzenia Polski[1]
- Krzyż Kawalerski Orderu Odrodzenia Polski[1]
- Złoty Krzyż Zasługi[1]